# ثيودور أوغست بوهل
ثيودور أوغست بوهل (16 مايو 1865 - 11 أكتوبر 1922)، تاجر طوابع بريطاني في لندن وكان ينشر أخبار الطوابع، التي كان يحررها أيضاً حتى عام 1895.
وُلد بوهل في فرانكفورت، وهو أكبر ستة أطفال لأستاذ الموسيقى والمؤلف الموسيقي كارل فريدريش أوغست بوهل (تحوّل إلى تشارلز فريدريك أوغستوس بوهل) وصوفي فريدريك (صوفيا فريدريكا)، وهي اسم مستعار دي باريه. هاجرت العائلة عندما كان طفلاً صغيرًا واستقرت في لامبث بلندن بالمملكة المتحدة.

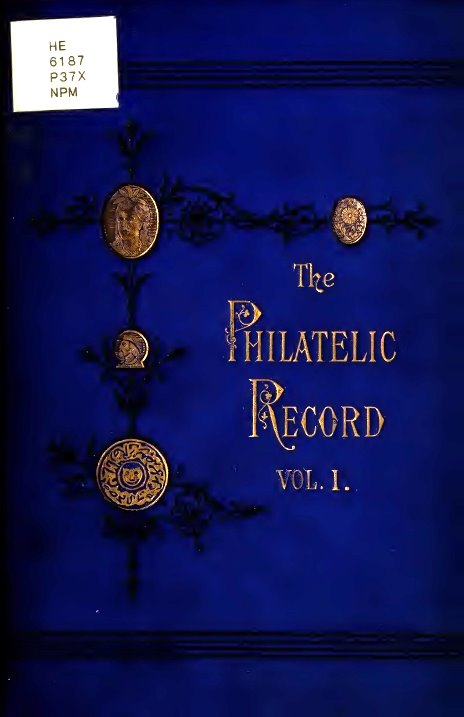
مجلة السجل البريدي، المجلد الأول، طبعة 1880

في عام 1890، عُرضت على بوهل أعمال ستانلي غيبونز الذي كان متقاعدًا، لكنهُ رفضها باعتبارها باهظة الثمن حيث بلغ سعرها حوالي 20,000 جنيه إسترليني. فباعها بعد ذلك إلى تشارلز جيمس فيليبس مقابل 25,000 جنيه إسترليني. وفي عام 1892، اشترى أعمال شركة بيمبرتون وويلسون وشركاه (لندن)، واشترى معها حقوق مجلة ذَ فيلاتلك ريكورد التي دمجها لاحقًا مع مجلة أخبار الطوابع (بالإنجليزية: Stamp News). وفي العام نفسه كان شاهدًا في محاكمة برنهارد أسموس. احتفظ بوهل بمخزون عام ولكنه تخصص في طوابع أمريكا الجنوبية وشركة Messrs, المحدودة بميدالية ذهبية لأفضل مجموعة من طوابع بيرو في معرض لندن لهواة جمع الطوابع لعام 1897.

## المنشورات
- مجلة أخبار الطوابع السنوية (بالإنجليزية: The Stamp News Annual) (سنوات مختلفة).